# Monika Muskała

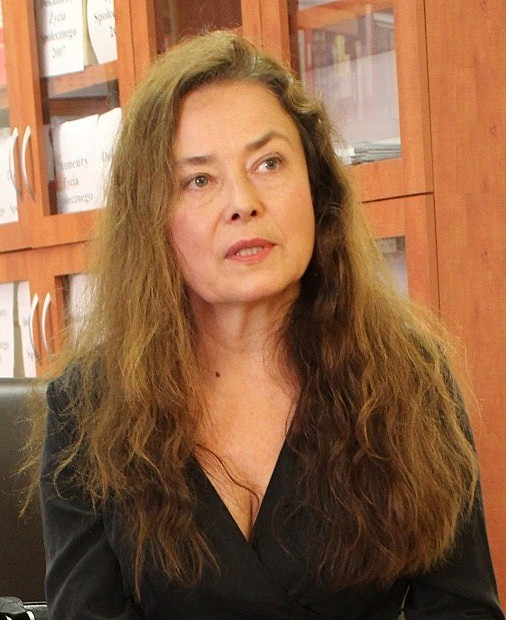
Monika Muskala (2025)

Monika Muskała (* 1966 in Kłodzko, Polen) ist eine polnisch-österreichische Autorin und Übersetzerin aus dem Deutschen.

## Leben
1989 absolvierte sie das Studium der Germanistik an der Universität Breslau und arbeitete anschließend als wissenschaftliche Assistentin am Lehrstuhl für deutschsprachige Literatur des 19. und 20. Jahrhunderts. Seit 1993 lebt sie in Österreich.
Für polnische Verlage und Bühnen übersetzt sie deutschsprachige Theaterautoren, unter anderem Elfriede Jelinek Thomas Bernhard, Werner Schwab, Heiner Müller, Ödön von Horváth und Frank Wedekind. Ihre Essays und Interviews erschienen in polnischen Theater- und Literaturzeitschriften. Ende der 1990er Jahre arbeitete sie als Auslandskorrespondentin für die polnische Tageszeitung Gazeta Wyborcza und für die polnische Sektion der BBC. 2004 hielt sie bei den Wiener Vorlesungen einen Vortrag über Werner Schwabs Sprache. Im selben Jahr war sie Jurorin beim Stückemarkt (Berliner Theatertreffen). Als Übersetzerin und Dramaturgin arbeitete sie mit Regisseuren wie Krystian Lupa, Mariusz Trelinski, Jan Klata und Michał Borczuch.
Für ihr Buch „Między Placem Bohaterów a Rechnitz. Austriackie rozliczenia“ (Zwischen Heldenplatz und Rechnitz. Österreichische Abrechnungen, Krakau, 2016), das sich mit der Auseinandersetzung österreichischer Künstler und Schriftsteller mit der Nazizeit beschäftigt, wurde sie für Nike (Literaturpreis) und Literaturpreis Gdynia nominiert und erhielt 2017 den mit 10.000 Euro dotierten JULIUSZ-Preis.
Mit ihrer Schwester, der polnischen Schauspielerin Gabriela Muskała, schreibt sie Theaterstücke unter dem Pseudonym Amanita Muskaria. Ihr erstes Stück Die Reise nach Buenos Aires. Work in Regress wurde international ausgezeichnet. Dieser Monolog einer an Alzheimer erkrankten Frau hatte 2012 die deutsche Erstaufführung im Theater im Palais in Berlin. Ihr zweites Stück Daily Soup hatte 2007 Premiere im Nationaltheater Warschau. Bei einer Live-Übertragung im polnischen Fernsehen im Jahr 2012 hatte das Stück 1 Million Zuseher. Das Duo unterrichtet Improvisation an der Filmhochschule Lodz.
Als Autorin beteiligte sich Monika Muskała an zwei Buchprojekten des österreichischen Fotografen und Filmemachers Andreas Horvath: Jakutien – Sibirien von Sibirien und Heartlands – Sketches of Rural America. Zu gemeinsamen Projekten zählen auch die Dokumentarfilme The Passion According to the Polish Community of Pruchnik und Views of a Retired Night Porter, der beim Karlovy Vary Film Festival 2006 den ersten Preis gewann. Ihr gemeinsamer Dokumentarfilm Arab Attraction wurde 2010 beim International Documentary Film Festival Amsterdam uraufgeführt.

## Auszeichnungen (Auswahl)
- 1993–1995 Franz Werfel Stipendium in Wien (Österreichische Austauschdienst-Gesellschaft)
- 1995 Übersetzerwerkstatt für Dramatik-Übersetzer bei den Mülheimer Theatertagen (ITI)
- 2004 Homines Urbani Stipendium in der Villa Decius in Krakau
- 2008 Grenzgänger Stipendium der Robert Bosch Stiftung (zusammen mit Andreas Horvath)
- 2009 Deutsch-Polnische Übersetzerwerkstatt im Literarischen Colloquium Berlin
- 2010 Internationales Übersetzertreffen in Berlin und Leipzig[6]
- 2010 Internationales Symposium Dramaqueen. Neues Theater von Frauen aus Mittel- und Osteuropa
- 2010 Grand Prix bei dem Internationalen Monodrama Festival THESPIS in Kiel (für die Reise nach Buenos Aires)[7]
- 2011 Erster Preis bei Monobaltija Festival in Kaunas 2012 (für die Reise nach Buenos Aires)
- 2014 Goldene Eule in der Sparte Theater
- 2016 ZAiKS-Preis für literarische Übersetzung
- 2017 Juliusz Preis für "Zwischen Heldenplatz und Rechnitz. Österreichische Abrechnungen"
- 2019 Dedecius-Preis in Darmstadt[8]

## Deutschsprachige Veröffentlichungen (Auswahl)
- Jakutien – Sibirien von Sibirien (Benteli, Bern 2003, ISBN 3-7165-1295-8)
- Reise nach Buenos Aires. Work in Regress (Podróż do Buenos Aires. Work in Regress), übersetzt von Doreen Daume, in manuskripte Heft 169, Wien 2005
- Heartlands – Sketches of Rural America (Fotohof, Salzburg 2007, ISBN 978-3-901756-90-0)
- Daily Soup übersetzt von Doreen Daume (Anthologie Dramaqueen. Junge Theatertexte aus Mittel- und Osteuropa, ISBN 978-3-9802536-4-2)